# 拳法
拳法，立姿徒手武術的統稱，泛指以拳打腿擊為主要技巧的武術。不使用兵器及火器，以人類自身的拳頭、手臂、腿足等肢體來對敵人進行打擊，常被視為是武術的基礎。學習拳法，可以用於自我防衛，或是單純用來鍛練自己的體能。中國著名的拳法有長拳、少林拳、太極拳、形意拳、八極拳等。